# IceWM
IceWM – menedżer okien dla systemu X Window. Został napisany w języku C++ przez Marko Mačka, a wydawany jest na licencji GNU LGPL. Jego cechami charakterystycznymi jest duża szybkość działania i małe wymagania sprzętowe. Dzięki temu działa wydajnie nawet na komputerach z niewielką ilością pamięci RAM oraz starszymi procesorami. 
Domyślny wygląd środowiska graficznego jest wzorowany na systemie Windows 98. Dzięki zastosowaniu motywów można dowolnie zmieniać wygląd menadżera, np. żeby przypominał interfejs użytkownika innych systemów takich jak Microsoft Windows, OS/2 i innych.
Możliwości konfiguracji menedżera IceWM są bardzo duże. Użytkownik może dopasować do swoich potrzeb domyślne zachowane okien, pasków zadań, czy nawet konkretnych aplikacji. Można również zdefiniować własne klawisze funkcyjne i konfigurować proste aplety takie jak zegar, zużycie baterii, czy wykorzystanie procesora. Zmian konfiguracji dokonuje się za pomocą edycji plików tekstowych. W podobny sposób można dopasować do własnych potrzeb menu programów, które domyślnie jest automatycznie generowane przy instalacji nowych programów. Istnieją również szereg zewnętrznych programów, które pozwalają na zmiany konfiguracji i menu programów z wykorzystaniem graficznych interfejsów.
Należy zwrócić uwagę, że IceWM nie jest środowiskiem graficznym, lecz menadżerem okien. W związku z tym np. nie obsługuje pulpitu. W celu umieszczenia ikon na pulpicie należy skorzystać z zewnętrznych programów takich jak Idesk, czy Rox.
IceWM jest dostępny w większości popularnych dystrybucji systemu Linux w postaci pakietów. Jest również podstawową częścią środowiska graficznego poniższych dystrybucji:
- Absolute Linux
- cdlinux.pl
- Puppy Linux